# Sanicula crassicaulis
Sanicula crassicaulis es una especie herbácea perteneciente a la familia de las apiáceas. Es nativa de la costa oeste de América del Norte desde Columbia Británica a Baja California, donde se puede encontrar en muchos tipos de hábitats, incluyendo laderas de las montañas, praderas y bosques. 

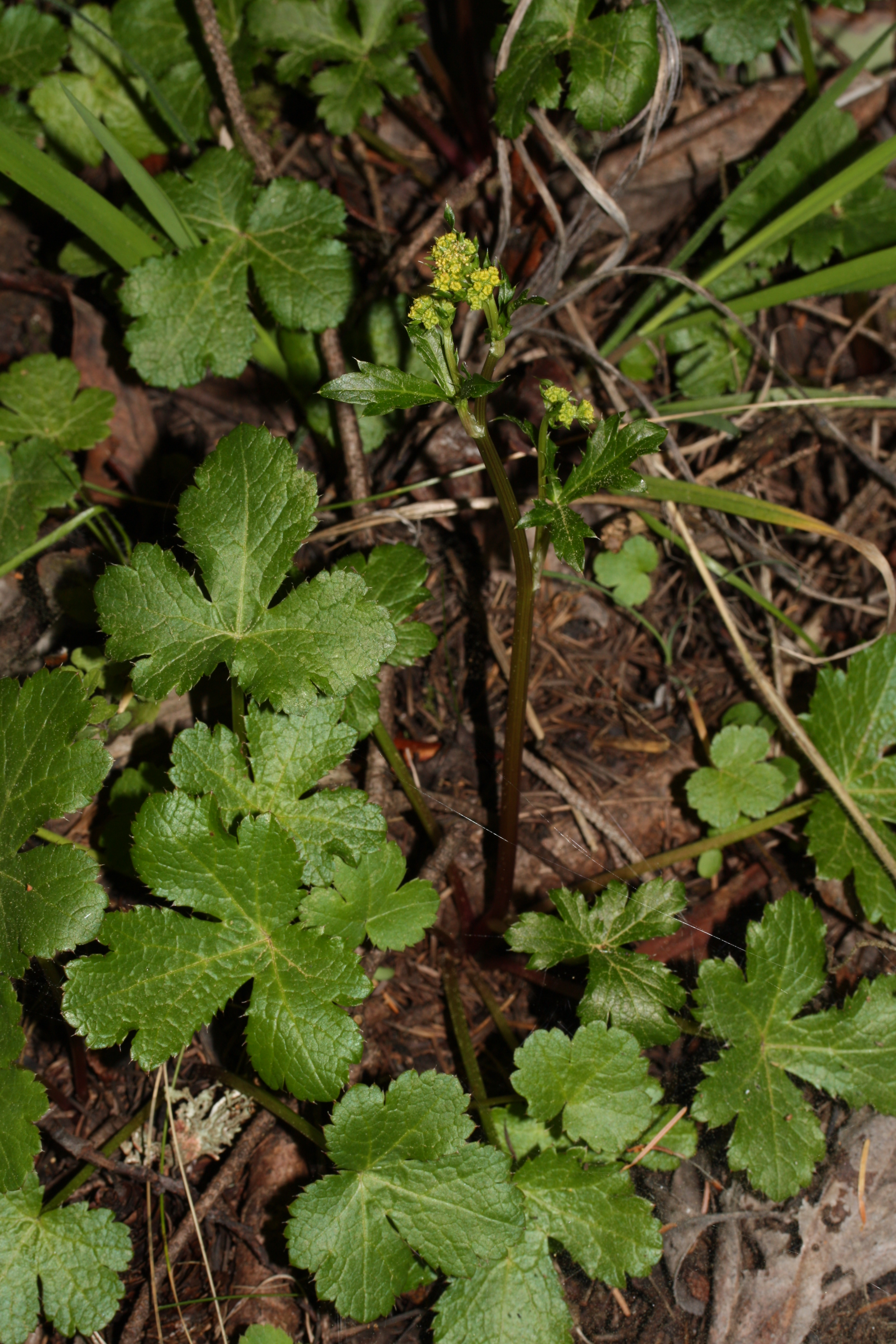
Vista de la planta

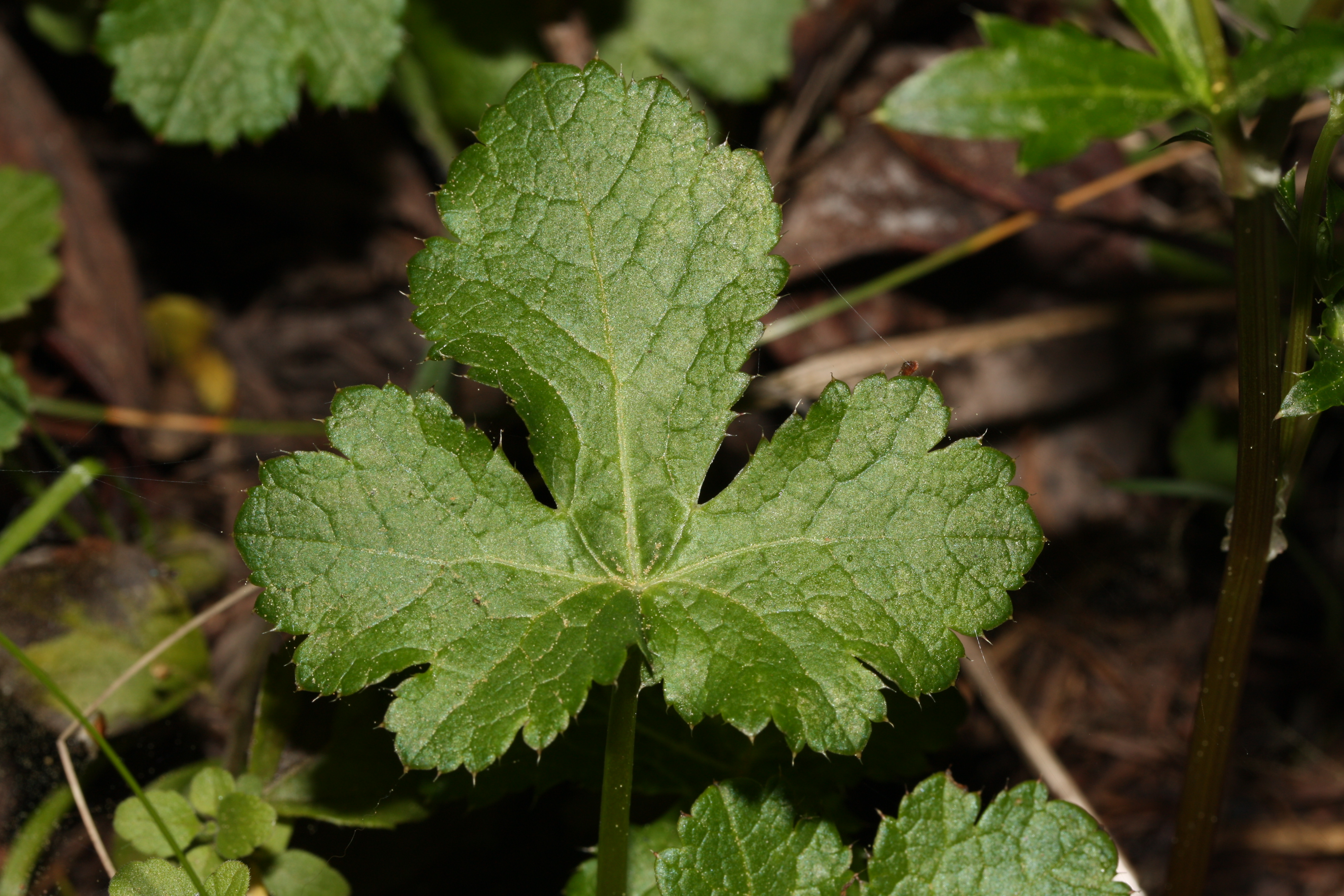
Detalle de la hoja

## Descripción
Es una hierba perenne con un tallo grueso de hasta 1,2 metros de altura a partir de una raíz principal. Las hojas miden hasta 12 centímetros de largo y se dividen profundamente en unos lóbulos con bordes de dientes pequeños. La inflorescencia está formada por una o más cabezas bisexuales y una única masculina con flores pequeñas, curvadass, con pétalos amarillos. Cada cabeza tiene aproximadamente cinco brácteas, como hojas en forma de lanza en su base. Los frutos son redondeados de unos pocos milímetros de largo, cubierto de espinas curvas, y en  racimos pequeños.

## Taxonomía
Sanicula crassicaulis fue descrita por Poepp. ex DC. y publicado en Prodromus Systematis Naturalis Regni Vegetabilis 4: 84–85. 1830.
Etimología
Sanicula: nombre genérico que deriva del diminutivo de la palabra latína sanare que significa "curar".
crassicaulis: epíteto latíno que significa "con tallo grueso".
Sinonimia
- Aulosolena crassicaulis Koso-Pol.
- Sanicula crassicaulis var. menziesii (Hook. & Arn.) H. Wolff
- Sanicula crassicaulis var. tripartita (Suksd.) H. Wolff
- Sanicula diversiloba Suksd.
- Sanicula menziesii Hook. & Arn.
- Sanicula menziesii var. foliacea Jeps.
- Sanicula menziesii var. nudicaulis (Hook. & Arn.) Jeps.
- Sanicula menziesii var. pedata Jeps.
- Sanicula nudicaulis Hook. & Arn.
- Sanicula tripartita Suksd.[4]
- Sanicula howellii J.M. Coult. & Rose